# Krzywa Góra (Pokój)
Krzywa Góra (dt. Blumenthal) ist eine Ortschaft in Oberschlesien. Krzywa Góra liegt in der Gemeinde Pokój im Powiat Namysłowski in der polnischen Woiwodschaft Oppeln.

## Geographie

### Geographische Lage
Krzywa Góra liegt im nordwestlichen Teil Oberschlesiens. Krzywa Góra liegt etwa sechs Kilometer südlich vom Gemeindesitz Pokój, etwa 28 Kilometer südöstlich der Kreisstadt Namysłów und 25 Kilometer nördlich von der Woiwodschaftshauptstadt Oppeln.
Südlich des Ortes fließt der Budkowitzer Bach (poln. Budkowiczanka), ein linker Nebenfluss des Stobers (poln. Stobrawa). Nördlich des Dorfes befinden sich weitläufige Waldgebiete, das zum Landschaftsschutzpark Stobrawski gehören. Krzywa Góra liegt an der Woiwodschaftsstraße Droga wojewódzka 454.

### Nachbarorte
Nachbarorte von Krzywa Góra sind im Nordwesten der Gemeindesitz Pokój (Carlsruhe), im Osten Tauenzinow (poln. Okoły) und im Süden Ładza (Salzbrunn).

## Geschichte

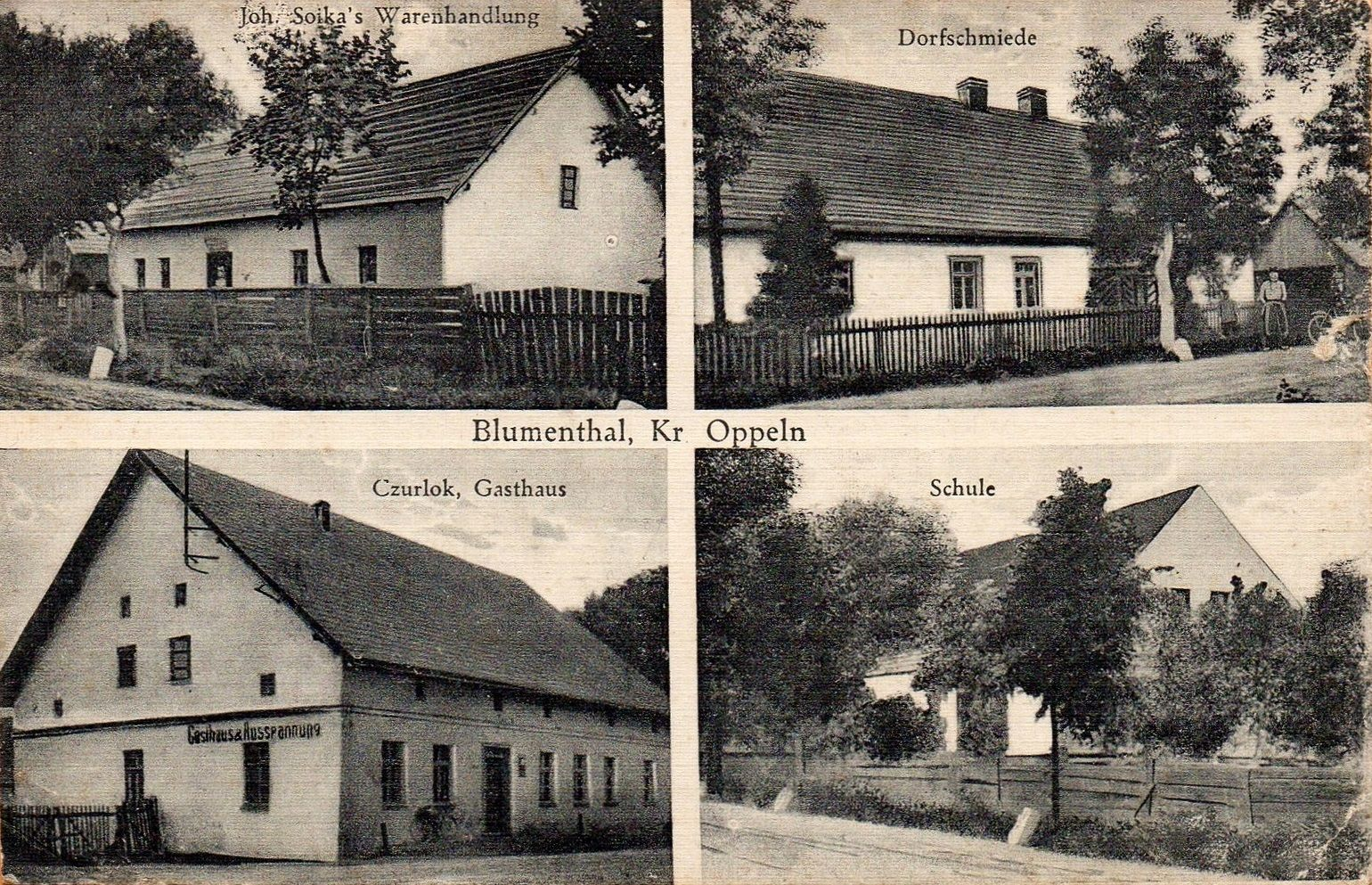
Postkarte aus dem Jahr 1927

Das Dorf Blumenthal wurde 1772 im Zuge der Friderizianischen Kolonisation als Waldarbeiterkolonie mit 20 Stellen im Kupper Forstrevier gegründet. Primäre Aufgabe der Kolonie war die Versorgung der Kreuzburger Hütte in Friedrichsthal mit Kohlholz. Der slawische Ortsname Krzywa Góra bedeutet Krummberg.
1774 wurde in dem zweizeiligen Straßendorf eine evangelische Schule eingerichtet. Verwaltungstechnisch war es dem Rentamt Kupp unterstellt. Zur Gemeinde gehörten drei Flößerhäuser am Budkowitzer Bach (poln. Budkowiczanka), nahe an der Straße in Richtung Kupp gelegen.
1810 wurde an der Westseite des Dorfes ein Friedhof angelegt. Nach der Neuorganisation der Provinz Schlesien gehörte die Landgemeinde Blumenthal ab 1816 zum Landkreis Oppeln im Regierungsbezirk Oppeln. 1845 bestanden im Dorf eine evangelische Schule, eine Unterförsterei sowie weitere 25 Häuser. Im gleichen Jahr lebten in Blumenthal 198 Menschen, davon 49 katholisch. 1874 wurde der Amtsbezirk Murow gegründet, zu dem Blumenthal eingegliedert wurde.
Bei der Volksabstimmung in Oberschlesien am 20. März 1921 stimmten in der Landgemeinde Blumenthal 178 Wahlberechtigte für einen Verbleib bei Deutschland und zehn für Polen. Blumenthal verblieb beim Deutschen Reich. 1933 lebten 188, 1939 wiederum 189 Menschen in Blumenthal. Bis 1945 befand sich der Ort im Landkreis Oppeln.
1945 kam der bisher deutsche Ort Blumenthal unter polnische Verwaltung und wurde in Krzywa Góra umbenannt und der Woiwodschaft Schlesien angeschlossen. 1950 kam der Ort zur Woiwodschaft Oppeln. 1999 kam der Ort zum Powiat Namysłowski.

## Sehenswürdigkeiten
- Der römisch-katholische Friedhof im Westen des Dorfes wurde 1810 angelegt. Dieser steht seit 1992 unter Denkmalschutz.[5]